# La Nuit des Perséides
Pour les articles homonymes, voir Perséides (homonymie).
La Nuit des Perséides est un roman historique écrit en 1989 par Jean-Alain Tremblay.

## Prix et distinctions
Ce roman fut récompensé par les critiques en obtenant trois prix : 
- le prix littéraire du CRSBP du Saguenay–Lac-Saint-Jean (1989) ;
- le prix Robert-Cliche (1989) ;
- le prix Jean-Hamelin (1990).